# カピタン・モール
カピタン・モール（pt:Capitão-mor）は、
1. 16世紀から19世紀にかけてのポルトガルに存在した民兵的組織オルデナンサス(pt:ordenanças)の指揮官。他にポルトガル海軍の指揮官の階級名としても用いられた。
2. ポルトガル海上帝国の在外領土の管理者の役職名。重要度で劣る（総督や副王を置くほどではない）土地に配された。
3. 大航海時代にポルトガルからインド（ゴア）に、あるいはインドからアジア各地に派遣された船隊の司令官のこと。本稿で扱う。

## 概略
カピタン・モールはポルトガル王による任命で1回の航海ごとに更任されることとなっており、在職中は管轄する船隊の一切の指揮、通商行為の全権を一任され、場合によっては派遣先に駐在する在留ポルトガル人や船舶に対する命令権や派遣先の政府に対する軍事・外交権限を与えられる場合があった。その権限とそれがもたらす名誉と経済的利益から、カピタン・モールには国家の功労者や王の側近が任じられることが多かった。また、ポルトガルのカピタン・モールは、貿易と並行して植民地拡大のための軍事指揮官としての要素も併せ持っていたために軍務経験が必要な要件と考えられていた。
1557年にポルトガルがマカオの居留権を得ると（ポルトガル領マカオ）、同地にカピタン・モールが派遣されて行政長官を兼ねた。だが、船隊の司令官として日本など外洋への航海に出ることが多いカピタン・モールがマカオの市政を掌握することは困難であり、住民の反感から1585年にマカオに都市としての特許が与えられて、一定の住民自治が認められるようになり、1623年にはカピタン・モールとマカオの行政から切り離された。
なお、後発のオランダやイングランドは「会社」方式を採用して、船隊の司令官は原則として非軍人の「商務員」（koopman）が務めた。従って、江戸時代に長崎出島にいたオランダ商館長（カピタン）も原則として軍人ではない東インド会社の社員などが任命されている。